# حارة المشرقة (مسلسل)
حارة المشرقة مسلسل درامي سوري من نوع الاجتماعي للمخرج ناجي طعمي وقصة وسيناريو وحوار الفنان التشكيلي أيمن الدقر تم عرضه على قناة أبوظبي الأولى في تاريخ 1436هـ الموافق 10 مايو سنة 2015م ويتألف المسلسل من 30 حلقة 

## قصة هذا المسلسل
هية عبارة عن حارة  افتراضية تدور احداث ضمن مجتمع مدني فيه معظم شخصيات المسلسل تتركز حبكة المسلسل عن قصة أمرأة جميلة تدعى (شهيرة) التي تؤدي دور فنانه سلاف فواخرجي التي تكون لعوبة تستغل جمالها لكي تغوي الرجال الحارة واحد تلو آخر لتنال ماترغب إليه. ولكن سرعان ماتقع في حب شاب يصغرها في سنا وهو طالب جامعي تخصص في الطب لكنه متطرف دينيا الذي يؤدي دور فنان معتصم النهار. المسلسل يعتمد على عنصر التشويق وكذلك يعالج قضية أخرى وهيه جاسوسية والأعيب التجار في السوق، الفساد، التطرف، وأحلام شعب الفقير. يشارك في المسلسل عدت نجوم دراما السورية كبار امثال زهير رمضان اسعد فضة محمد خير الجراح علي كريم الذين يجتمعون في قهوة يتبادلوا همومهم مع بعض لكي يجدوا مخرج للمشاكلهم 

## بطولة
- سلاف فواخرجي
- أيمن رضا
- عبد المنعم عمايري
- ميلاد يوسف
- معتصم النهار
- محمد خير الجراح
- زهير رمضان
- أسعد فضة
- محمد حداقي
- شكران مرتجى
- علي كريم
- محمد قنوع
- بشار إسماعيل
- سالي بسمة